# Ipotești, Suceava
Ipotești là một xã thuộc hạt Suceava, România. Dân số thời điểm năm 2002 là 4548 người.